# 鹿島町久保
鹿島町久保（かしままち くぼ）は、福島県いわき市の大字である。郵便番号は971-8144。

## 地理
いわき市南東部の小名浜地区に属する。北で鹿島町走熊、北東で鹿島町下蔵持、南東で小名浜上神白、南で鹿島町船戸、南西で小名浜林城、小名浜金成、西で鹿島町飯田、北西で鹿島町米田とそれぞれ隣接する。概ね町村制施行以前の磐前郡久保村の流れを汲む地域である。矢田川および支流の蔵持川左岸側の平地と、南東側山間部を範囲とする。平野部は幹線道路沿いの住宅地、商業地として建物が建ち並ぶ。小名浜岡小名内に所在するいわき東警察署及び小名浜に所在する小名浜消防署がそれぞれ管轄にあたる。

### 主な字
字
- 里屋
- 飯栗田
- 薬師前

- 反町
- 仲田
- 馬場

- 山崎
- 穂町
- 於振

- 木船
- 西ノ作
- 田ノ作

字の表記が無い地域
- 一丁目
- 二丁目
- 三丁目

### 河川
- 矢田川（二級水系藤原川水系）
  - 蔵持川

## 歴史
- 1879年1月27日 - 湯長谷藩領久保村が福島県内における郡区町村制の施行により磐前郡の村となる[4]。
- 1889年4月1日 - 町村制の施行により久保村が下蔵持村、上蔵持村、船戸村、御代村、米田村、飯田村、走熊村、下矢田村、上矢田村、松久須根村、三沢村と合併し、磐前郡鹿島村が発足する。旧久保村域は鹿島村の大字となる[4]。
- 1896年4月1日 - 磐前郡と周辺郡との合併により石城郡が発足し、石城郡鹿島村となる[4]。
- 1953年10月10日 - 石城郡小名浜町に編入され、小名浜町の大字となる[4]。
- 1954年3月31日 - 小名浜町が泉町、渡辺村、江名町と合併、磐城市が発足し、磐城市の大字となる[4]。
- 1966年10月1日 - 磐城市が平市・常磐市・内郷市・勿来市、石城郡小川町・遠野町・四倉町・川前村・田人村・好間村・三和村、双葉郡久之浜町・大久村と合併しいわき市となり、いわき市小名浜地区の大字となる[4]。

## 世帯数と人口
2023年10月31日現在の世帯数と人口は以下の通りである。
| 大字       | 世帯数  | 人口   |
| ---------- | ------- | ------ |
| 鹿島町久保 | 518世帯 | 1202人 |

## 小・中学校の学区
市立小・中学校に通う場合、学区は以下の通りとなる。
| 番地 | 小学校               | 中学校                     |
| ---- | -------------------- | -------------------------- |
| 全域 | いわき市立鹿島小学校 | いわき市立小名浜第一中学校 |

## 交通

### 道路
- 福島県道26号小名浜平線（鹿島街道）
  - 久保橋

## 施設
- 東京インテリア いわき店
- ダイユーエイト いわき鹿島店